# Octonoba yesoensis
Octonoba yesoensis är en spindelart som först beskrevs av Saito 1934.  Octonoba yesoensis ingår i släktet Octonoba och familjen krusnätsspindlar. Inga underarter finns listade i Catalogue of Life.